# Rocznik śląski kompilowany
Rocznik śląski kompilowany (łac Annales Silesiaci compilati) – polski średniowieczny rocznik, będący kompilacją roczników tworzoną w środowisku cysterskim na Śląsku.
Znana obecnie forma rocznika pochodzi z XVI w., jednak rdzeń rocznika powstał około 1240. Kompilacja była prawdopodobnie dziełem jakiegoś Polaka piszącego w XVI wieku.
Kompilacja obejmuje:
- wydarzenia z lat 965–1194, będące kompilacją ogólnopolską, zawiera m.in. informacje o Adelajdzie
- wstawkę dotyczącą przybycia Krzyżaków do Polski, zapożyczone od kronikarza Blumenaua, i szereg dodatków wykazujących wpływ Długosza
- wiadomości z lat 1240–1253, będące częścią kontynuowaną na Śląsku już w XIII wieku[1]